# Вікторія Ребенсбург
Вікторія Ребенсбург (нім. Viktoria Rebensburg, 4 жовтня 1989) - німецька гірськолижниця, олімпійська чемпіонка.
Золоту олімпійську медаль Вікторія Ребенсбург здобула на Олімпіаді у Ванкувері в гігантському слаломі. Ця перемога стала першою звитягою спортсменки на міжнародному рівні. До того на етапах кубка світу їй тільки один раз вдавалося потрапити на подіум - вона фінішувала другою в гігантському слаломі в Кортіна д'Ампеццо.
На Олімпіаді 2014 року в Сочі Вікторія здобула свою другу олімпійську нагороду — бронзу в гігантському слаломі. 